# Baza lotnicza RAF Megiddo
Baza Lotnicza Megiddo (ang. Megiddo Airfield) – dawna baza lotnicza Royal Air Force położona przy mieście Afula, w Dolinie Jezreel na północy Izraela.

## Położenie
Baza lotnicza była położona w centralnej części Doliny Jezreel w Dolnej Galilei. Leży 4 km na południowy zachód od miasta Afula.

## Historia
Podczas II wojny światowej Brytyjczycy w rejonie Afuli utworzyli kilka ważnych baz wojskowych. W 1942 roku na północny zachód od miejscowości baza lotnicza RAF Ramat Dawid. Następnie, na południowy zachód od Afuli utworzono bazę lotniczą RAF Magiddo, która pełniła funkcję lotniska pomocniczego dla bazy Ramat Dawid. Przy bazie lotniczej Megiddo powstały koszary z magazynami wojskowymi (obecnie baza wojskowa Amos). Po powstaniu w maju 1948 roku niepodległego państwa Izrael, tutejsze bazy wojskowe przejęły Siły Obronne Izraela.
Po 1948 roku znajdowała się tutaj baza lotnicza Sił Powietrznych Izraela, nazywana "Szachar 7". Tutejszy pas startowy pełnił przez długie lata funkcję rezerwowego lądowiska dla pobliskiej bazy lotniczej Ramat Dawid. Została ona jednak zlikwidowana w latach 80. XX wieku. Obecnie jest to port lotniczy Megiddo, na którym mogą lądować niewielkie samoloty prywatne.